# Siegfried Kirschen
Siegfried Kirschen (Chemnitz, 13 ottobre 1943 – Bad Saarow, 19 aprile 2024) è stato un arbitro di calcio tedesco.

## Biografia
Arbitro dal 1961 e internazionale dal 1974, fu membro della Federazione calcistica della Germania Est, per cui diresse partite di DDR-Oberliga dal 1972 al 1991, oltre alla finale della Coppa della Germania Est 1979-1980.
A livello internazionale arbitrò due edizioni del Campionato mondiale di calcio: nel 1986, in occasione di Irlanda del Nord-Brasile (0-3) e del quarto di finale Belgio-Spagna, vinto dai belgi ai rigori, e nel 1990, in Belgio-Uruguay (3-1) e nell'ottavo di finale Cecoslovacchia-Costa Rica, vinta dai cecoslovacchi 4-1.
Nelle stesse edizioni svolse anche il ruolo di guardialinee.
Arbitrò inoltre la finale di andata della Coppa UEFA 1986-1987 tra IFK Göteborg e Dundee United, la gara Inghilterra-Irlanda (0-1) del Campionato europeo di calcio 1988, e la finale di andata della Supercoppa europea 1988 (giocata nel 1989) tra KV Mechelen e PSV.
Diresse anche una semifinale di Coppa dei Campioni (nel 1984) e tre semifinali di Coppa delle Coppe (nel 1982, 1988 e 1990).
Nel 1989 fu protagonista di uno sfortunato episodio: al termine dell'incontro di qualificazione mondiale tra Cipro e Scozia venne aggredito da uno spettatore entrato in campo e colpito da alcuni oggetti lanciati dagli spalti.
Dopo la riunificazione tedesca arbitrò anche gare di Bundesliga, ponendo termine alla sua carriera nel 1991.
Nel 1994 la FIFA gli conferì il prestigioso FIFA Special Award.
Nel 2006 emerse che Kirschen fu, dal 1962 al 1982, collaboratore del servizio segreto tedesco-orientale, STASI, dedito anche ad attività di spionaggio.
Svolse anche il ruolo di osservatore per conto della UEFA.